# Nirmal
Nirmal est une ville située à l'intérieur de l'état indien de Telangana et elle est le siège du district de Nirmal. La ville est remarquable pour sa fabrication de jouets en bois.
Il borde les districts suivants de Telangana: Adilabad, Nizamabad, Mancherial, Asifabad et Jagtial. Elle partage aussi une frontière avec Nanded dans l'État du Maharashtra.

## Géographie
Les coordonnées de la ville de Nirmal sont 19°06′N 78°21′E / 19.10°N 78.35°E. Elle a une altitude moyenne de 340 mètres (1 100 pieds) sur la chaîne des collines de Nirmal, située sur le plateau du Deccan.

## Démographie
Le recensement indien de 2011 comptait 88 433 personnes habitant à Nirmal. Il y avait 44 053 hommes (49,82 %) et 44 380 femmes (50,18 %). La population des jeunes était 10 303 enfants âgés moins de six ans (5 315 garçons et 4 988 filles). En août 2014 un sondage initié par le gouvernement de Telangana estimait la population de Nirmal à 116 800 habitants.
Les langues principales sont le télougou et l'anglais. Le télougou est la langue officielle depuis 1956.

## Gouvernement et politique

### Administration municipale
La municipalité de Nirmal a été constituée en 1952, l'une des plus anciennes municipalités de Telangana. C'est classée comme municipalité de deuxième degré. Dans le passé il y avait 36 circonscriptions électorales mais le 28 juin 2019, le gouvernement de Telangana augmentait le nombre de circonscriptions électoraux à 42 en ajoutant Manjulapur et Venkatapur. Sa juridiction s'étend sur 32,06 kilometres carrés (12,38 miles carrés).

### Politique
La circonscription de l'Assemblée de Nirmal est une circonscription de l' Assemblée législative de Telangana, en Inde. Elle fait partie de l'Adilabad (circonscription de Lok Sabha) ainsi que six autres circonscriptions de l'Assemblée. Les premières élections ont eu lieu en 1957 pour la première élection générale de l'Inde.